# Kendrick Meek
Kendrick Brett Meek (Miami, 6 settembre 1966) è un politico statunitense, membro della Camera dei Rappresentanti per lo stato della Florida dal 2003 al 2011.

## Biografia
Figlio della deputata democratica Carrie Meek, dopo gli studi universitari Meek trovò lavoro come agente di scorta dell'allora vicegovernatore della Florida Buddy MacKay.
Tra il 1995 e il 2002 servì all'interno della legislatura statale della Florida, finché sua madre decise di ritirarsi dal Congresso e lui si candidò per succederle, riuscendo a vincere le elezioni. Negli anni successivi venne rieletto tre volte e in tutte le occasioni non fronteggiò mai un avversario repubblicano, ma solo candidati minori.
Nel 2010 Meek decise di non concorrere per la rielezione, ma si candidò al Senato. Riuscì a vincere le primarie democratiche, ma nelle elezioni generali arrivò solo terzo, dopo il repubblicano Marco Rubio e l'indipendente Charlie Crist.
Oltre alle elezioni a senatore, Meek perse quindi anche il suo seggio alla Camera, che venne poi vinto da Frederica Wilson.